# 1739
| 1739               |
| ------------------ |
| Dødsfald - Fødsler |
| • Begivenheder     |

| Gregoriansk kalender | 1739 MDCCXXXIX          |
| Ab urbe condita      | 2492                    |
| Armensk kalender     | 1188 ԹՎ ՌՃՁԸ            |
| Kinesiske kalender   | 4435 – 4436 戊午 – 己未 |
| Etiopisk kalender    | 1731 – 1732             |
| Jødisk kalender      | 5499 – 5500             |
| Hindukalendere       |                         |
| - Vikram Samvat      | 1794 – 1795             |
| - Shaka Samvat       | 1661 – 1662             |
| - Kali Yuga          | 4840 – 4841             |
| Iransk kalender      | 1117 – 1118             |
| Islamisk kalender    | 1152 – 1153             |

Konge i Danmark: Christian 6. 1730-1746
Se også 1739 (tal)